# Axel Gordh Humlesjö

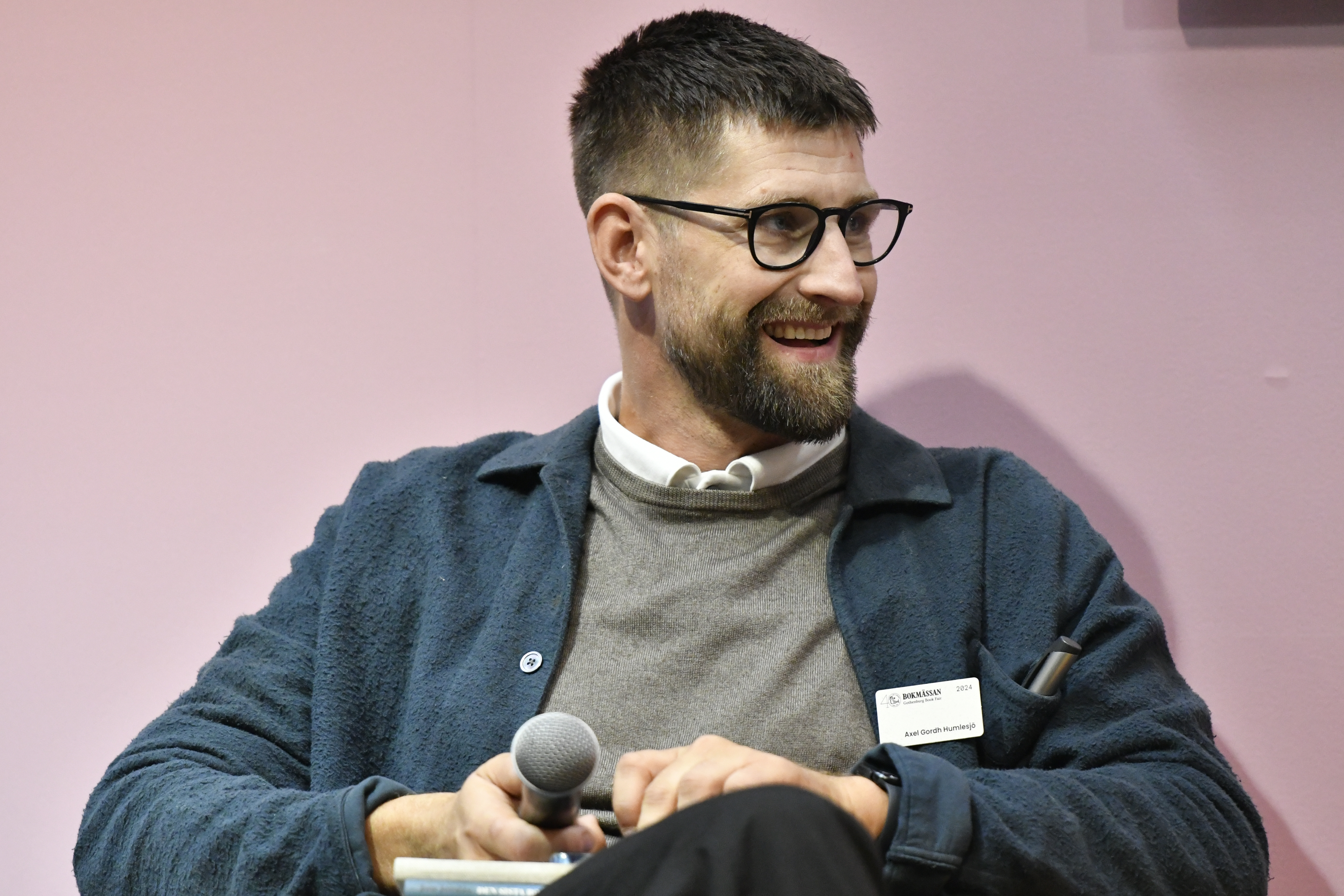
Axel Gordh Humlesjö 2024.

Axel Gordh Humlesjö, egentligen Axel Erik Torsten Humlesjö, född 11 februari 1986 i Ådals-Lidens församling i Västernorrlands län, är en svensk journalist och programledare. 

## Biografi
Gordh Humlesjö är uppvuxen i Näsåker i Ångermanland och var under gymnasietiden aktiv i Miljöpartiets ungdomsförbund Grön Ungdom. Åren 2008–2009 var han bisittare till Stina Lundberg Dabrowski och senare Janne Josefsson i TV-programmet Debatt i Sveriges Television. Under EU-valet 2009 var han programledare för SVT:s satsning på Youtube där politiker fick svara på frågor direkt från väljarna.
Han arbetar sedan 2010 på Sveriges Television i Göteborg och är producent för samhällsprogrammet Uppdrag granskning. 2014 nominerades han tillsammans med Ali Fegan och Henrik Bergsten till Stora Journalistpriset i kategorin Årets avslöjande för reportaget "En skola för alla". 2015 utnämndes han och Janne Josefsson till finalister på IRE Awards för reportaget om Svenska motståndsrörelsen och mordförsöket på Fidel Ogu. Tillsammans med Ali Fegan vann Gordh Humlesjö 2018 den amerikanska IRE Award för dokumentären om mordet på Zaida Catalán i Kongo. Reportaget i Uppdrag granskning vann också en international Emmy, Prix Europa och nominerades bland annat till Frontline Club Awards och till Föreningen för grävande journalisters pris Guldspaden 2018.
Gordh Humlesjö låg i februari 2018 tillsammans med Bo-Göran Bodin bakom SVT-serien Fallet Christer Pettersson. Där hävdade Uppdrag Granskning att bevisningen mot Pettersson manipulerats inför rättegångarna om Palmemordet. Den 20 februari 2019 avslöjade han tillsammans med Joachim Dyfvermark, Per Agerman och Linda Larsson Kakuli hur Swedbank använts för omfattande och systematisk penningtvätt i Baltikum. Konsekvenserna resulterade i att bankens VD Birgitte Bonnesen avskedades, åtalades för grovt svindleri och hela ledningsgruppen och styrelsen byttes ut. I mars 2020 presenterade Finansinspektionen sin rapport om Swedbank som innehöll omfattande kritik och ledde till böter på 4 miljarder kronor. Reportaget har vunnit Stora Journalistpriset, Guldspaden, DIG Awards i Italien och nominerats till internationell Emmy.
2023 publicerades ”Skuggkriget”, en granskande serie om Putins spioner i Norden. Det svenska teamet bestod av Gordh Humlesjö, Ali Fegan och Maria Georgieva. Efter programmet utvisades fem ryska spioner av den svenska regeringen.

## TV-reportage
2010–2015
- Lugna gatan i Husby (2015)[14]
- Svenska motståndsrörelsen och mordförsöket på Fidel / The Swedish Nazis (2014)[15]
- En skola för alla. Friskolor väljer bort besvärliga elever (2013)
- Firman Boys infiltration av AIK (Hotet inifrån) (2013)
- Counterjihad och Sverigedemokraterna (2011)
- Pedofilen och rättpsykiatrin (2011)

2016
- Den svenske terroristen - Mohammed Belkaid (SVT UG)[16]
- Grovt kriminell bakom uppgjorda fotbollsmatcher (SVT UG)[17]

2017
- Ransomware och hotet från Ryssland (SVT, UG)[18]
- Ridtränaren och de sexuella övergreppen (SVT Dold)[19]

2018
- FN och mörkläggningen, om mordet på Zaida Catalan / Deceptive Diplomacy (SVT UG)[20]
- Fallet Christer Pettersson[21] / Who killed the Prime Minister?[22] (SVT UG)

2019
- Swedbank och penningtvätten / Dirty Banking (SVT UG)
  1. Magnitskyaffären[23]
  2. Oligarken [24]
  3. Amerikanerna och lögnen [25]
  4. Kalashnikov och sanktionerna[26]

2020
- Fincen Files. Den amerikanska läckan - SEB och penningtvätten (SVT UG) [27]
- Telia och diktatorns dotter - Uppföljning (SVT/OCCRP)[28]

2021
- De ryska torpederna  / The Russian Hitmen (SVT UG)
- Över 200 svenskar i Pandoraläckan (SVT Nyheterna)[29]
- Banken och Brödraskapet. Om maktstriderna i Handelsbanken (SVT UG)[30]
- Smutsiga kläder / Dirty Clothes. Stölderna från välgörenhetsboxarna (SVT UG)[31]
- I skuggan av El Chapo / The Cartel Projeect (SVT UG)[32]

2022
- Securitas Hemligheter / Secrets of Securitas (SVT UG)[33]
- Forbidden Stories Mining Secrets. Det smutsiga stålet hos Ikea, Siemens och Miele (SVT UG) [34]
- Putin och hjälpen från väst (SVT UG)

## Utmärkelser och nomineringar
- 2019 Prix Europa. TV Current affairs "Deceptive Diplomacy - Zaida Catalan"
- 2019 Guldspaden. "Swedbank och penningtvätten"
- 2019 IRE Award. "Deceptive Diplomacy- Zaida Catalan"
- 2019 Kristallen. Årets granskning "Swedbank och penningtvätten"
- 2019 Stora journalistpriset. Årets granskning "Swedbank och penningtvätten"
- 2019 International Activism Film Festival. . "Deceptive Diplomacy- Zaida Catalan"
- 2020 International Emmy Award. Current affairs. "Deceptive Diplomacy- Zaida Catalan"
- 2020 Whistleblower Summit & Film Festival. Impact Award "Deceptive Diplomacy- Zaida Catalan"
- 2020 DIG Awards. Current Affairs "Swedbank and the money laundering”
- 2023 Kristallen. Nominerad till Årets granskning. "Skuggkriget - jakten på Putins spioner"